# Sărătură
Sărătură desemnează în română un tip de sol relativ sărac și greu cultivabil, care conține săruri minerale în exces față de solurile obișnuite și care se găsește răspândit pe întreg teritoriul României. După tipul de sare în exces, sărăturile pot fi, în special, bazice (sau alcaline), dar există și sărături care se comportă ca soluri acide. 
Ameliorarea solurilor, inclusiv a sărăturilor, este o problemă complexă care se rezolvă prin participarea comună unor specialiști în chimie, pedologie și agricultură. 
Unele specii de plante, care s-au adaptat unui mediu ostil vieții, trăind pe soluri cu concentrații sporite de săruri, în special din grupa haloidelor, deci pe terenuri sărăturate, sunt denumite plante halofile, sau plante de sărătură.